# ويليام هارت (سياسي)
ويليام هارت (بالإنجليزية: William Hart)‏ هو سياسي أسترالي، ولد في 1825، وتوفي في 7 فبراير 1904. انتخب عضو مجلس نواب تسمانيا.